# La Roque-Gageac
La Roque-Gageac är en kommun i departementet Dordogne i regionen Nouvelle-Aquitaine i sydvästra Frankrike. Kommunen ligger i kantonen Sarlat-la-Canéda som tillhör arrondissementet Sarlat-la-Canéda. År 2022 hade La Roque-Gageac 439 invånare.

## Befolkningsutveckling
Antalet invånare i kommunen La Roque-Gageac
Referens:INSEE